# Малая желтоголовая катарта
Малая желтоголовая катарта (лат. Cathartes burrovianus) — птица из семейства американских грифов, обитающая в Центральной и Южной Америке.

## Описание
Малая желтоголовая катарта длиной от 53 до 65 см и весом от 950 до 1550 г. Размах крыльев составляет от 1,5 до 1,65 м, хвост короткий, длиной от 19 до 24 см. Самцы немного меньше чем самки. Оперение тёмное, сверху чёрное, снизу больше тёмно-коричневое. В полёте снизу птица кажется чёрной, крылья серебристые, хвост серый. Голова голая, жёлтая или оранжевая, лоб и затылок красные, вершина, иногда также горло голубовато-серые. Кожа головы складчатая. Клюв и ноги от белёсого до розового цвета.
У молодых птиц ноги желтоватые, голова и клюв тёмная, затылок светлый.

## Распространение
В качестве местообитаний птица предпочитает опушки леса, влажные саванны и луга до высоты 1000 м над уровнем моря. Выделяют два подвида.
Номинативная форма C. burrovianus burrovianus распространена в прибрежных областях южной Мексики, на тихоокеанском побережье Гватемалы, в Гондурасе, Никарагуа и северо-восточной Коста-Рики, Панаме, Колумбии, за исключением региона Анд, и в северо-западной Венесуэле.
Родиной C. burrovianus urubitinga являются низменности Южной Америки, от Венесуэлы через Гвианское нагорье, Бразилию, восточную Боливию, крайний север и юг Парагвая, аргентинские провинции Мисьонес и Корриентес и граничащие с Бразилией регионы Уругвая.
В нескольких регионах в Венесуэле и Панаме птицы живут только в определённые сезоны.

## Образ жизни
Птицы часто сидят на столбах или других низких укрытиях. Они ищут своё питание, летая над землёй в раскачивающемся планирующем полёте. Редко они летают высоко. С помощью своего хорошего чувства обоняния они находят падаль, свою основную пищу.

## Размножение
Биология размножения неизвестна. В Суринаме птиц наблюдали гнездящимися в дупле дерева. 

## Фото

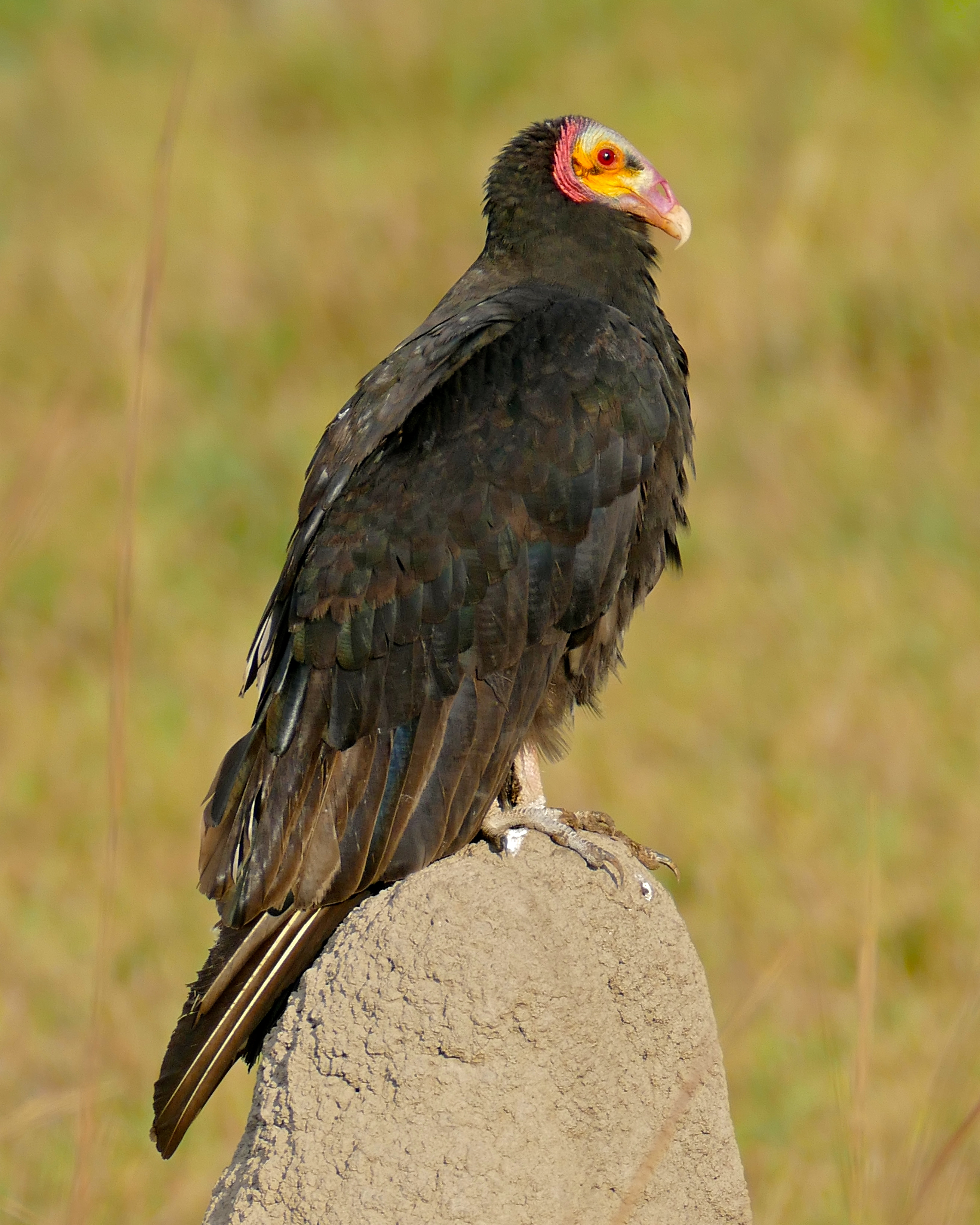
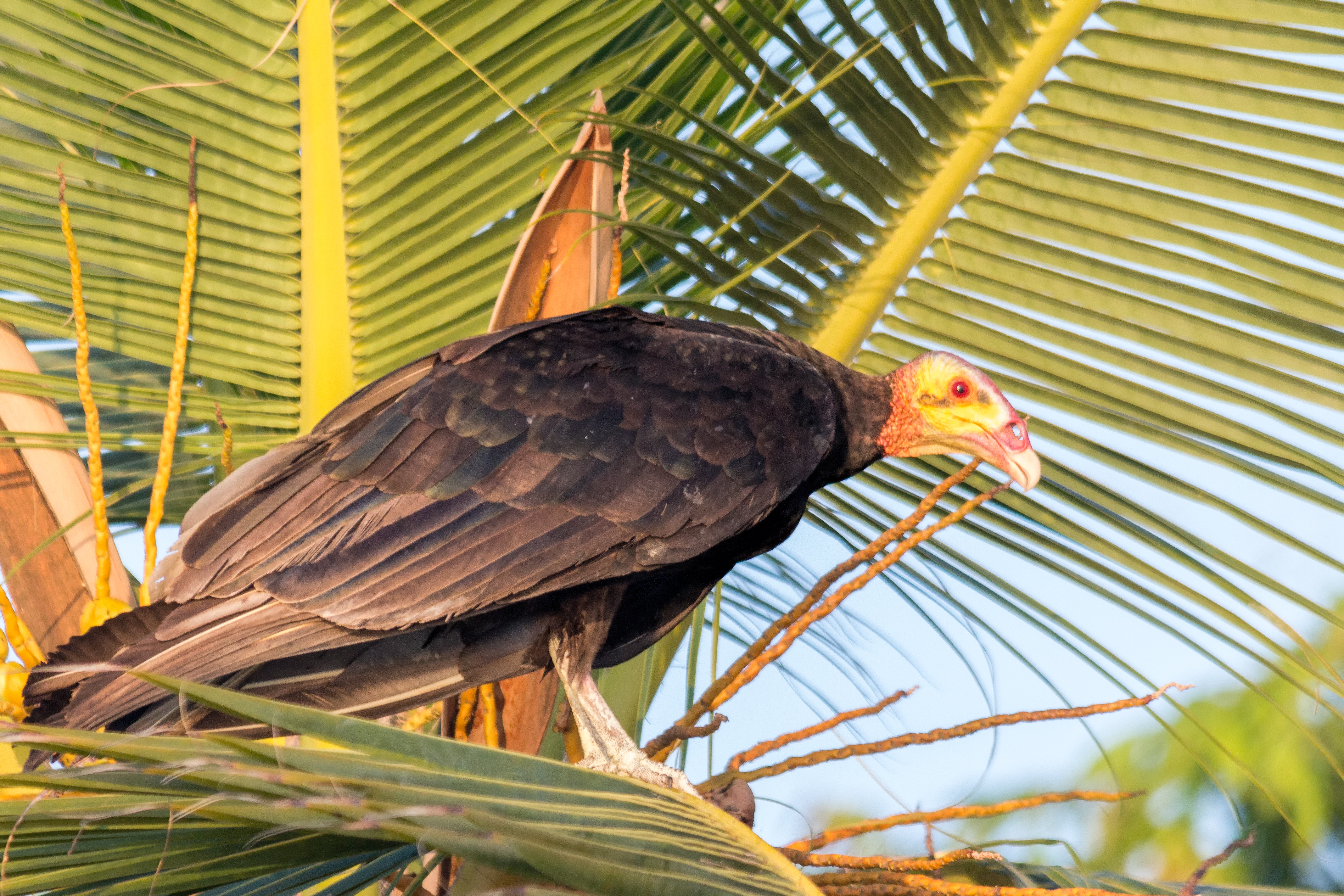
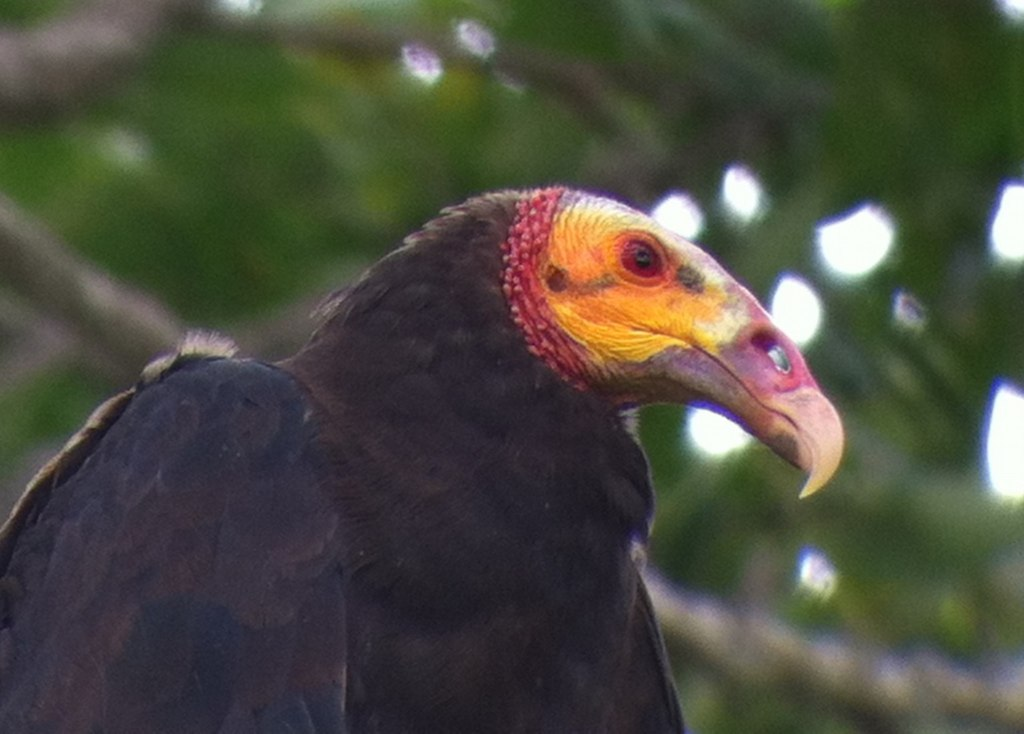
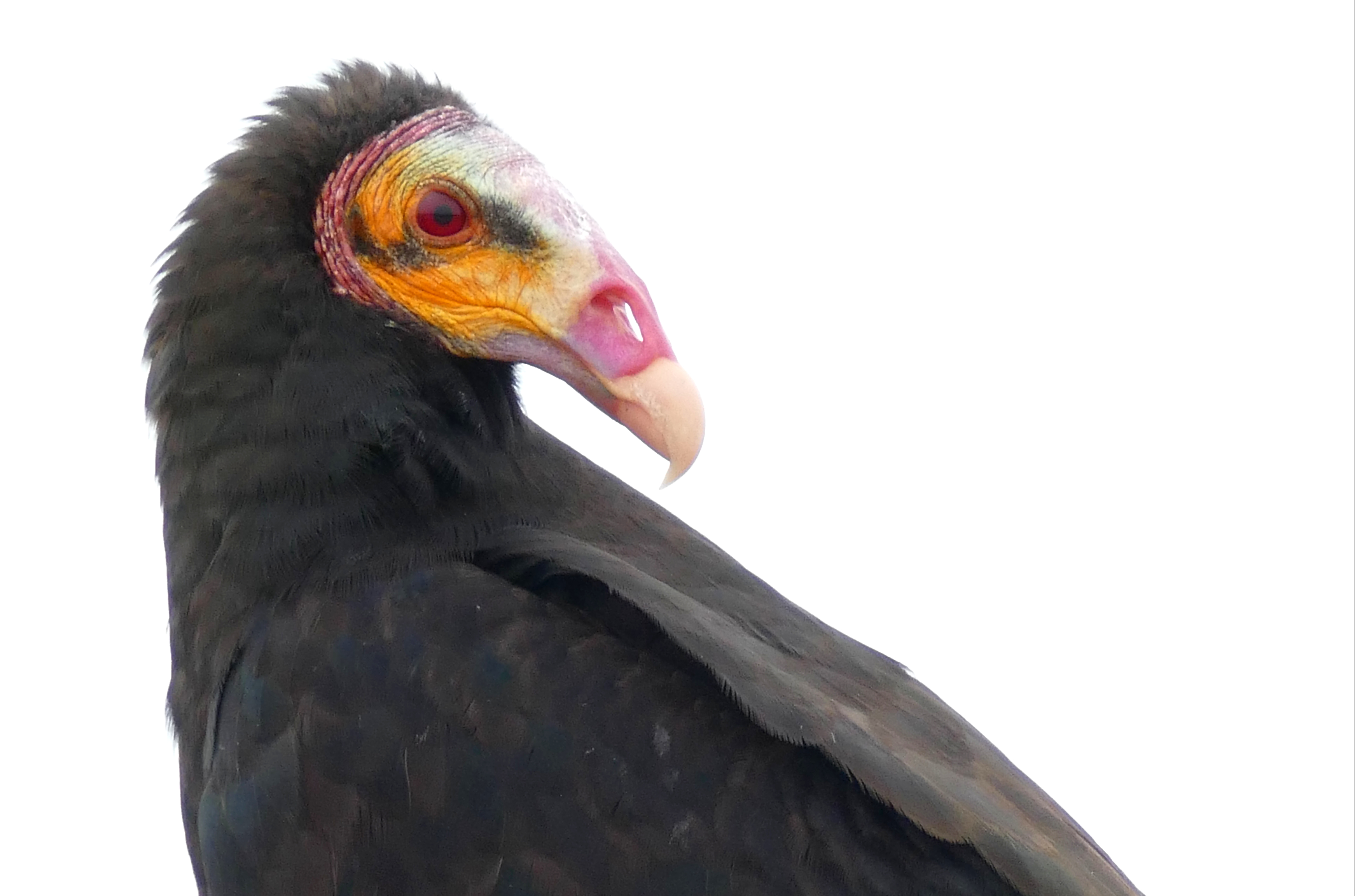